# Угорські мови

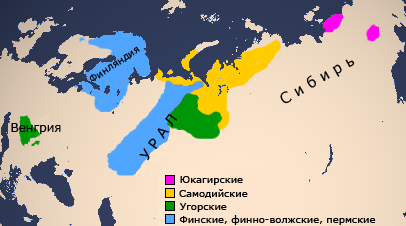
Юкагірські
Самодійські
Угорські
Фіно-волзькі й Пермські

Уго́рські мови — група мов, поширених у Росії та Угорщині. Входять до складу фінно-угорської гілки уральських мов. Кількість мовців близько 15 млн осіб. За гіпотезою мовознавців, угорські мови походять з угорської мови-основи, що сформувалася наприкінці 3-го тис. до н. е. внаслідок розпаду фіно-угорської прамови на дві гілки. Усередині групи угорська мова протиставлена обсько-угорським мовам внаслідок великої географічної віддаленості від них.

## Класифікація
До угорських мов належать:
- власне угорська мова;
- обсько-угорська мовна група в Західному Сибіру:
  - хантийська мова (обсько-остяцька),
  - мансійська мова (вогульська), кожна з яких ділиться на велику кількість діалектів (можливо, окремих мов).

## Мовна близькість
Жодна з сучасних угорських мов на практиці не зрозуміла носіям інших. Навіть носії багатьох несуміжних говірок, наприклад, хантийської мови, відчувають значні труднощі, аж до неможливості комунікації. Проте структурно між угорською та обсько-угорськими мовами є багато структурних подібностей. На лексичному рівні мовознавці вирізняють близько 160 слів, що на їхню думку походять з угорської мови-основи, це насамперед лексика, пов'язана з конярством.

## Альтернативне трактування угорської єдності
Споконвічна єдність угорських мов (і, ширше, традиційно передбачувана первісна єдність уральських мов) ставиться під сумнів деякими дослідниками Альтернативна точка зору пропонує вторинну конвергенцію ідіом різного походження (як споріднених, так і неспоріднених) у рамках мовного союзу.

## Писемність
Писемність угорської мови розвинулася на основі латинської графіки (найдавніші писемні пам'ятки — з 12 століття), тоді як писемність хантийської та мансійської мов сформувалась на основі російської графіки (писемні пам'ятки починаючи з 19 століття).